# 호크윈드
호크윈드(Hawkwind)는 최초의 스페이스 록 그룹 중 하나로 알려진 영국의 록 밴드이다. 1969년 11월에 결성된 이후, 호크윈드는 많은 화음을 겪었고 하드 록, 프로그레시브 록, 사이키델릭 록을 포함한 많은 다양한 스타일을 그들의 음악에 통합시켰다. 그들은 또한 영향력 있는 프로토펑크 밴드로 여겨진다. 그들의 가사는 도시와 공상 과학 주제를 선호한다.
많은 음악가들, 댄서들, 작가들은 그들의 창단 이후 이 밴드와 함께 일해 왔다. 호크윈드에서 연주한 유명한 음악가로는 레미 킬미스터, 진저 베이커, 로버트 캘버트, 닉 터너, 휴 로이드랭턴 등이 있다. 하지만, 이 밴드는 그들의 설립자, 가수, 작곡가, 기타리스트 데이브 브록과 가장 밀접하게 연관되어 있는데, 그는 유일하게 남아있는 오리지널 멤버이다.
호크윈드는 1972년 영국의 3위 히트 싱글이 된 〈Silver Machine〉으로 가장 잘 알려져 있지만, 〈Urban Guerrilla〉와 〈Shot Down in the Night〉로 더 많은 히트 싱글을 기록했다. 이 밴드는 1971년부터 1993년까지 영국에서 22장의 음반을 차트화했다.

## 역사
데이브 브록과 믹 슬래터리는 런던에 본부를 둔 사이키델릭 밴드인 페이머스 큐어에서 활동했고, 베이시스트 존 해리슨과의 만남으로 전자 음악에 대한 상호 관심이 드러났고, 이로 인해 3인조는 함께 새로운 음악 사업에 착수하게 되었다. 17세의 드러머인 테리 올리스는 음악 주간지의 광고에 답했고, 브록의 오랜 지인인 닉 터너와 마이클 "딕 미크" 데이비스는 교통과 장비를 돕겠다고 제안했지만 곧 밴드에 합류했다.
밴드는 잠시 "그룹 X"와 "호크윈드 주"로 불린 후 "호크윈드"라는 이름으로 정착했다.

## 음반 목록
- Hawkwind (1970)
- In Search of Space (1971)
- Doremi Fasol Latido (1972)
- Hall of the Mountain Grill (1974)
- Warrior on the Edge of Time (1975)
- Astounding Sounds, Amazing Music (1976)
- Quark, Strangeness and Charm (1977)
- 25 Years On – Released as Hawklords (1978)
- PXR5 (1979)
- Levitation (1980)
- Sonic Attack (1981)
- Church of Hawkwind – Released as Church of Hawkwind (1982)
- Choose Your Masques (1982)
- The Chronicle of the Black Sword (1985)
- The Xenon Codex (1988)
- Space Bandits (1990)
- Electric Tepee (1992)
- It Is the Business of the Future to Be Dangerous (1993)
- White Zone – Released as Psychedelic Warriors (1995)
- Alien 4 (1995)
- Distant Horizons (1997)
- In Your Area (1999)
- Spacebrock (2000)
- Take Me to Your Leader (2005)
- Take Me to Your Future (2006)
- Blood of the Earth (2010)
- Onward (2012)
- Stellar Variations – Released as Hawkwind Light Orchestra (2012)
- The Machine Stops (2016)
- Into the Woods (2017)
- The Road to Utopia (2018)
- All Aboard the Skylark (2019)
- Carnivorous – Released as Hawkwind Light Orchestra (2020)
- Somnia (2021)
- The Future Never Waits (2023)
- Stories from Time and Space (2024)
- There Is No Space for Us (2025)